# Гай Ветулен Цивика Цериал
Вижте пояснителната страница за други личности с името Цериал.
Гай Ветулен Цивика Цериал (на латински: Gaius Vettulenus Civica Cerialis) e сенатор и политик на Римската империя през 1 век.
По произход той е сабин и е вероятно син на Секст Ветулен Цериал, който е суфектконсул през 72 – 73 г. и между 74/75 – 78/79 г. пропретор (legat Augusti) на провинция Мизия. Брат е вероятно на Секст Ветулен Цивика Цериал (консул 106 г.) и чичо на Секст Ветулен Цивика Помпеян (консул 136 г.) и Марк Ветулен Цивика Барбар (консул 157 г.).
През 75 г. той е вероятно консул и става управител на римската провинция Мизия. През 87/88 г. е проконсул на римската провинция Азия по времето на император Домициан (упр. 81 – 96 г.) и е убит в Ефес.